# پوشاک زنان ایلامی
پوشاک زنان ایلامی به پوشاک زنان در تمدن عیلام باستان اشاره دارد. این پوشاک با در نظر گرفتن موقعیت اجتماعی آن‌ها به پنج طبقه شامل: 
1. ایزدبانو‌ها
2. نیایشگران
3. ملکه‌ها
4. زنان شاغل
5. خدمه‌ها تقسیم می‌شوند.

## الهه‌ها
در طول سرآغاز تاریخ ایلام والاترین مقام در فهرست مجمع خدایان از آن ایزدبانو بزرگ پی نی کی ر بوده‌است و این برتری یک الهه به احتمال بازتابی است از نظام مادر سالاری که به تمدن ایلام ویژگی می‌بخشد. پوشاک الهه‌ها به عنوان خدای مونث بودن و مقام و رتبهٔ آن‌ها در طبقات مذهبی-اجتماعی ایلامی‌ها به چهار دسته تقسیم می‌شود:
1. لباس ساده:قدیمی‌ترین لباس الهه‌های ایلامی لباس سادهٔ فاقد هر گونه نقش و نگار تزیینی بوده، که دامن آن‌ها کوتاه و دارای پیراهن بلند بوده‌است.
2. لباس چیندار و مطبق:لباس پوستین یا پشمین پوششی بوده، چه مخصوص خدایان میان رودان و چه در دورهٔ ایلامی منگوله هاییبر پشم یا پوست به صورت مطبق نمایش داده‌اند که ما بر اساس شکل ظاهری لباس مذکور آن‌ها را تحت عنوان لباس مطبق یا چین دار معرفی می‌کنیم. لباس مذکور از پیراهن و دامنی پرچین و بلند تشکیل شده‌است و آستین لباس در دو اندازه کوتاه و بلند بوده و خود لباس به اندازه‌ای بلند بوده که کاملآ مچ پاها را می پوشانیده است.
3. لباس با تزیینات فلس‌دار:لباسی است با نقش و نگار فراوان و تزیینات فلس مانند، لباس مذکور هم از نوع پیراهن و هم دامن می‌باشد. در ۲۲۵۰ ق. م فلس‌های لباس به صورت لوزی‌های نوک تیز بوده ولی در قرن ۱۳ ق. م این نقوش رنگ طبیعی تری را به خود گرفته و به صورت اشکال مربع در سطح دامن الهه آب‌ها ظاهر می‌گردند.
4. لباس شال‌دار:شکل ظاهری لباس این‌طور بوده که روی دامن لباس یک شال بلندی تا زیر زانو قرار گرفته‌است.[۱]

## نیایشگران
جایگاه اجتماعی نیایش گران در ردیف دوم جامعه قرار دارد. آن‌ها با توجه به شغل و حرفه به دو دسته تقسیم می‌شوند:۱. نیایشگران عادی ۲. آورندگان قربانی یا هدیه
۱. نیایشگران عادی: زنانی بودند که به احتمال وظیفه اصلی آن‌ها در معابد، ستایش گری یا نیایشگری بوده‌است؛ و به غیر از وظیفه مذکور فاقد شغل یا پیشه دیگری بوده‌اند.
نوع پوششی که نیایشگران عادی ایلامی مورد استفاده قرار می داده‌اند به یک دسته اصلی یعنی لباس شال دار تقسیم گردیده است؛ که عبارت است از یک پیراهن شال دار به‌طوری‌که یک شال بلند که تا روی زانو می‌رسد، روی دامن لباس قرار گرفته‌است.
۲. آورندگان قربانی یا هدیه:دسته دیگری از نیایشگران دوره ایلامی، زنانی بوده‌اند که شغل آن‌ها علاوه بر نیایش گری، قربانی یا هدایا به معابد بوده‌است. به احتمال این گروه از نیایش گران به دلیل داشتن چنین موقعیتی بر مقام نیایش گران عادی ایلامی ارجعیت داشته‌اند.
نوع پوشش آورندگان قربانی به یک دسته پیراهن تقسیم می‌شود که عبارت است از یک پیراهن بلند و گشاد که تا حدودی شباهت به لباس کیمانو ژاپنی‌ها دارد.

## ملکه‌ها
دومین گروه از طبقات اجتماعی-سیاسی ایلامی‌ها، بعد از الهه‌ها، ملکه‌ها و شاهزادگان می‌باشند که آنان از لحاظ منزلت اجتماعی در ردیف پادشاهان این قوم بوده‌است. ملکه‌ها و شاهزادگان بعد از الهه‌ها و نیایش گران از نظر اجتماعی جایگاه سومی را برای خود کسب کرده‌اند. پوشش و لباس ملکه‌ها به چهار دسته تقسیم می‌شود:
۱. لباس بلند و چین دار:اولین لباس ملکه‌های ایلامی به سه دسته فرعی تقسیم می‌شود:
الف. لباس بلند با چین بلند عمودی که تا روی پا می‌رسد
ب. لباس مطبق بلند شامل دو طبقه چین و یک باند مزین میانی
ج. لباس چیندار و مطبق بلند با سه ردیف چین روی هم
۲. لباس بلند با یک شال مزین: لباسی است با تزیینات برجسته و مجلل. این لباس تشریفاتی‌ترین لباسی است که برازنده ملکه‌های ایلامی در عصر طلایی ونتاش گال پادشاه دوره ایلام میانه بوده‌است. همیشه زنان پادشاهان در طول تاریخ به دو دلیل خاص یعنی داشتن ثروت و منزلت اجتماعی، گرانبهاترین لباس‌ها را می پوشیده‌اند.
۳. لباس تونیک و شلوار: تونیک روی شلوار قرار گرفته که ظاهراً بلند و گشاد می‌باشد و شلواری که زیر تونیک و تنپوش مذکور پوشیده شده از بالا تنگ و به تدریج به طرف پایین و پاچه گشادتر می‌شود. این لباس به احتمال مورد استفاده شاهزادگان در سنین پایین بوده‌است.
۴. لباس بلند و ساده: این لباس بدون نقش بوده و بلندی آن به اندازه ایست که پاها را کاملاً می پوشانیده است.

## زنان شاغل
چهارمین گروه از از طبقات اجتماعی زنان ایلام زنان شاغل بوده‌اند. واقعاً ما نمی دانیم شغل اصلی این دسته از زنان چه بوده و فقط بر اساس آثار بدست آمده اظهار نظر می‌کنیم. آن‌ها با خود چنگ و تار یا دوک نخ ریسی دارند وما بر اساس نوع وسیله‌ای که داشته‌اند،هنر و پیشه آن‌ها را مطرح می‌کنیم. زنان شاغل از نظر شغل سه دسته می‌شوند:
۱. موسیقیدانان: آن‌ها بر اساس نوع وسیله و ادوات موسیقی به دو دسته تقسیم می‌شوند:
الف. تارزن: یکی از گروه‌های موسیقیدانان ایلامی تارزنان بوده‌اند و با وسیله‌ای بنام تار سر و کار داشته‌اند. لباسی که مخصوص تارزنان بوده شامل یک پیراهن بلند و گشاد که شباهت زیادی به لباس آورندگان قربانی دارد، بوده‌است.
ب. چنگ نواز: دومین گروه از موسیقیدانان ایلامی چنگ نوازانی بوده‌اند که بر عکس تارزنان با ادوات موسیقی از نوع چنگ در آثار ظاهر شده‌اند. پیراهن لباسی است که به احتمال خاص موسیقیدانان خواه نوازنده چنگ نواز خواه تارزن بوده‌است. و به صورت یک پیراهن بلند و گشاد است که شباهت به کیمانوی ژاپنی‌ها دارد.
۲. ریسندگان: با توجه به نقوش کنده کاری شده روی اثرو پوشش زن ریسنده که بسیار مجلل می‌باشد، مشخص است که ریسندگی در ایلام از اهمیت زیادی برخوردار بوده‌است. زن ریسنده تنها یک لباس بلند مزین با یک شال میله دوزی داشته‌است. این شال تزیینی به شکل عمودی بر روی شانه‌ها قرار گرفته‌است.
۳. خدمه: آن‌ها جایگاه پایین تری داشته‌اند و وظیفه اصلیشان بردگی کردن برای افراد صاحب مقام بوده‌است. پوشش خدمه از نوع لباسی ساده بوده‌است. لباسی ساده و بدون نقش و نگار که کمربندی پهن مزین با نقوش زیگزاکی آن را بر قامت می چسباند.

## زنان عادی
مانند دیگر جامعه‌های آن روزی همیشه آخرین طبقه و گروه از نظر منزلت اجتماعی به مردم عادی اختصاص داشته‌است که همیشه از مزایا و احترام کمتری نسبت به طبقات بالاتر از خود برخوردار بوده‌اند. دو نوع لباس مورد استفاده زنان عادی ایلامی بوده‌است:
۱. لباس ساده:اولین و قدیمی‌ترین لباس مورد استفاده زنان عادی ایلامی، لباس و پوشاکی از نوع ساده که معمولاً کوتاه و تنگ بوده و گاهی هم کمربندی روی آن قرار گرفته‌است.
۲. لباس بلند مزین با یک شال تزیینی:ابن نوع لباس به احتمال ضعیف در میان طبقه زنان عادی ایلامی مرسوم بوده، که شال به‌طور عمودی روی شانه سمت راست قرار گرفته‌است.